# Omanana spinara
Omanana spinara är en insektsart som beskrevs av Delong 1980. Omanana spinara ingår i släktet Omanana och familjen dvärgstritar. Inga underarter finns listade i Catalogue of Life.